# Flagellum (ägyptische Mythologie)
Das Flagellum (auch Geißel, Wedel; altägyptisch Nechacha) ist als altägyptische Insigne bereits seit dem Alten Reich (2707–2216 v. Chr.) belegt. In der Ägyptologie werden über die genaue Herkunft und Bedeutung des Flagellums seit längerer Zeit kontroverse Diskussionen geführt, ohne dass es bislang gelungen ist, eine einheitliche Definition herbeizuführen.
Im Alten Ägypten war das Flagellum das Herrschaftszeichen verschiedener Könige (Pharaonen) und Gottheiten, beispielsweise von Min, Osiris, Horus und dem Horuskind. Nach Serge Cassen (2012) ist der Krummstab sowohl ein landwirtschaftliches Werkzeug als auch ein Symbol der Souveränität. Er bedeutete den Schutz und die fruchtbare Macht des Königs, der wie ein Hirte mit dem Bischofsstab und ein Bauer mit dem Dreschflegel sein Volk ernährt. Nach Sandra Sandri (2006) symbolisierte es zugleich Macht, Wiedergeburt und Regeneration.
Gekreuzt mit einem Krummstab (altägyptisch heqa [Herrscher-Zepter]) erscheint das Flagellum zuerst auf der Narmer-Palette, benannt nach König Narmer, dem ersten König des vereinigten Ägypten in der 0. Dynastie, beziehungsweise nach Meinung anderer Ägyptologen der erste Herrscher der 1. Dynastie. Es findet sich auch in der Ikonographie der ersten Dynastie während der Herrschaft von König Den.

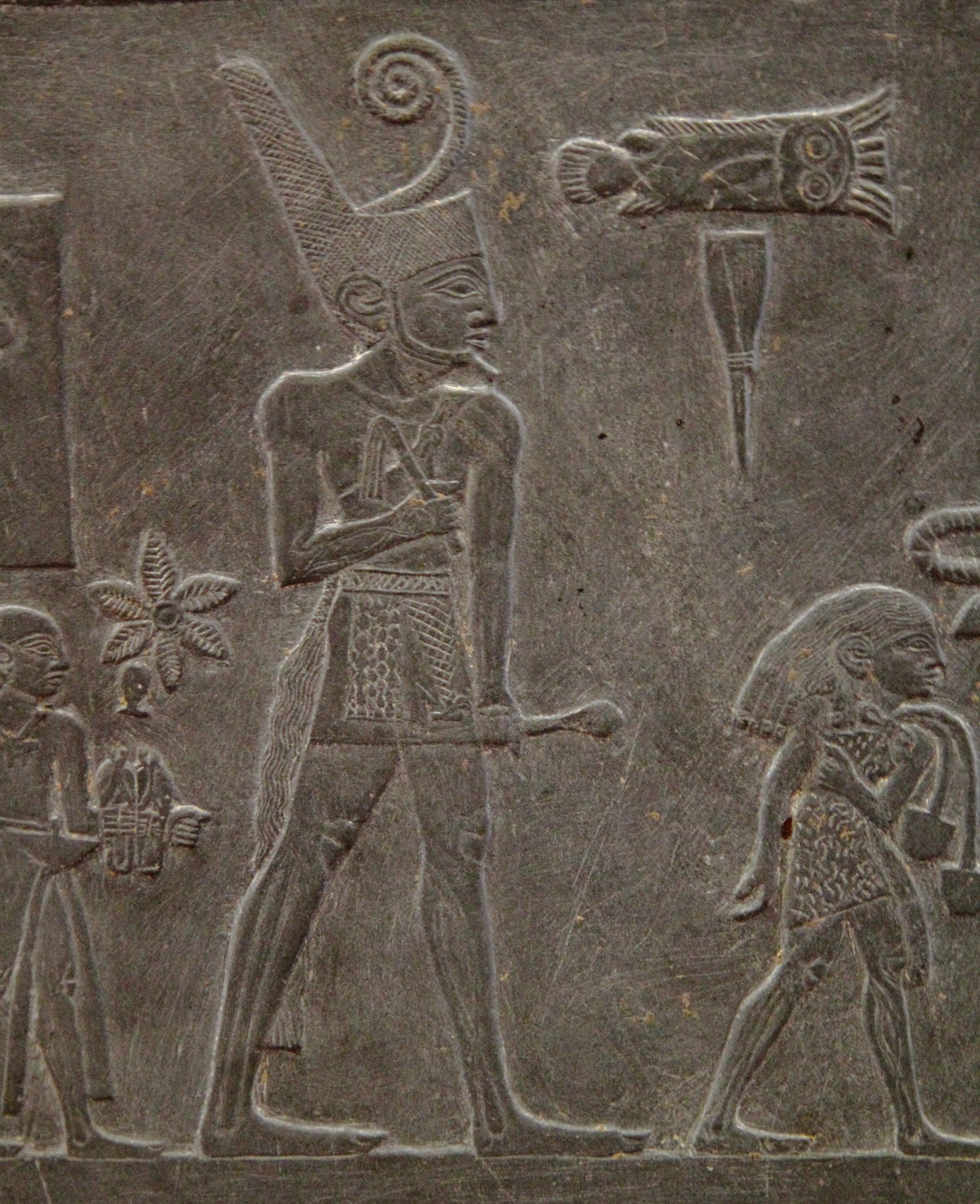
König Narmer auf der Vorderseite (Ausschnitt) der Narmer-Palette

Im altägyptischen Totenbuch gehörte das Flagellum zur Ausrüstung von Osiris in seiner Funktion als Richter über die Toten. Mit dem Flagellum besaß Osiris die Macht, über den Eintritt in das Jenseits zu entscheiden und der Ba-Seele zur täglichen Wiedergeburt zu verhelfen.